# サザンクロス・レビュー・イン・チャイナ
『サザンクロス・レビュー・イン・チャイナ』は宝塚歌劇団の舞台作品。星組公演。第2回中国ツアー公演の演目の一つ。形式名は「ダンシング・ファンタジー」。24場。約60分。
作・演出は草野旦。併演作品は『蝶・恋（デイエ・リエン）』。

## 公演期間と公演場所
- 2002年9月13日 - 9月15日　上海・大劇院[1]
- 2002年9月20日 - 9月22日　北京・世紀劇院[1]
- 2002年9月29日 - 10月2日　広州・麗江明珠歌劇院[1]

## 場面
- 第1章　サザンクロス・レビュー（プロローグ）[2]
- 第2章　カリブ[2]
- 第3章　ブエノスアイレス[2]
- 第4章　ブラジルの夜[2]
- 第5章　蝶のカルナバル[2]
- 第6章　パタゴニア[2]
- 第7章　カルナバル幻想[2]
- 第8章　サザンクロス・レビュー（フィナーレ）[2]

## スタッフ
- 作曲・編曲[1]：高橋城/鞍富真一/宮川彬良
- 編曲[1]：宮原透
- 振付[1]：羽山紀代美/尚すみれ/名倉加代子/上島雪夫/伊賀裕子/若央りさ
- 装置[1]：大橋泰弘
- 衣装[1]：任田幾英
- 照明[1]：勝柴次朗
- 音響・効果[1]：切江勝
- 小道具[1]：谷田祥一
- 演出助手[1]：川上正和/鈴木圭
- 音楽助手[1]：青木朝子
- 装置助手[1]：國包洋子
- 衣装補[1]：河底美由紀
- 照明補[1]：佐渡孝治
- 舞台進行[1]：恵見和弘
- 舞台美術製作[1]：株式会社宝塚舞台
- 録音演奏[1]：宝塚歌劇オーケストラ/アップライト・ミュージック
- 制作[1]：福嶋康徳

## 主な配役
- カリオカの男S、ヴェノスアイレスの男S、リオの男S、フェスタの男S、ノニーノ、パレードの歌手男S - 香寿たつき[1]
- カリオカの女S、リオの女S、フェスタの女S、ファニータ、パレードの歌手女S - 渚あき[1]
- 蝶の歌手、エトワール - 檀れい[1]
- カリオカの男A、ラテンの男S、ヴェノスアイレスの男A、リオの男A、ベルナルド、フラーマ、パレードの男A - 初風緑[1]
- カリオカの男A、ヴェノスアイレスの男A、リフ、フラーマ、パレードの男A - 彩輝直[1]
- カリオカの男シンガー、マンボNo.1、ラテンの男A、ヴェノスアイレスの男A、リオの男A、チノ、フラーマ、パレードの男A - 安蘭けい[1]
- カリオカの男A、マンボマン、ラテンの男A、ヴェノスアイレスの男A、マリポサ、クラプキ、フラーマ、パレードの男A - 夢輝のあ[1]